# Knoxia sumatrensis
Knoxia sumatrensis là một loài thực vật có hoa trong họ Thiến thảo. Loài này được (Retz.) DC. mô tả khoa học đầu tiên năm 1830.